# حمائية

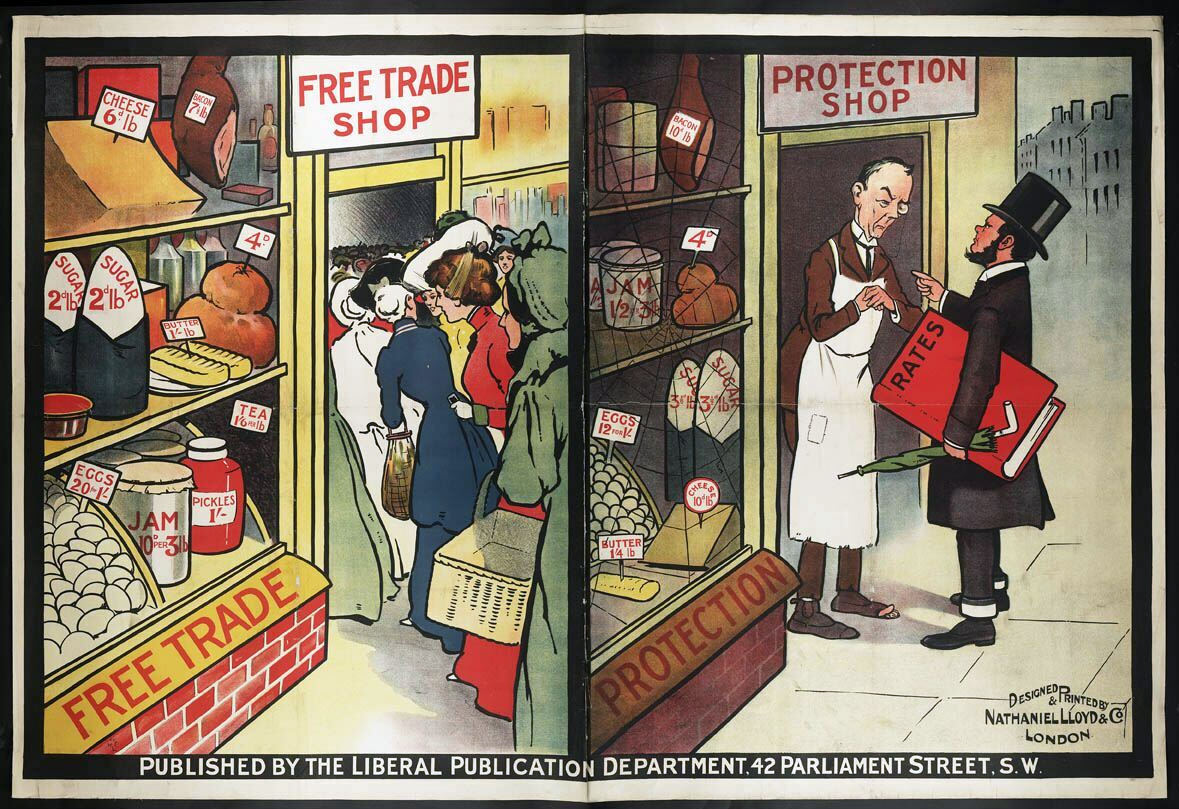

سياسة الحماية، (بالإنجليزية: Protectionism)‏، الحمائية هي سياسة اقتصادية لتقييد الواردات من البلدان الأخرى، من خلال أساليب مثل: التعريفات الجمركية على البضائع المستوردة، وحصص الاستيراد، ومجموعة متنوعة من اللوائح الحكومية الأخرى. يزعم المؤيدون أن السياسات الحمائية، تحمي المنتجين والعاملين، في القطاع المنافس للاستيراد في البلاد من المنافسين الأجانب. ومع ذلك، فإنها تقلل أيضًا من التجارة، وتؤثر سلبًا على المستهلكين بشكل عام (من خلال رفع تكلفة البضائع المستوردة)، وتضر بالمنتجين، والعمال في قطاعات التصدير، سواء في الدولة التي تنفذ سياسات حمائية أو في البلدان المحمية ضدها.
هناك إجماع بين الاقتصاديين، على أن الحمائية لها تأثير سلبي، على النمو الاقتصادي، والرفاهية الاقتصادية، في حين أن التجارة الحرة، وإلغاء القيود، والحد من الحواجز التجارية، لها تأثير إيجابي كبير على النمو الاقتصادي. وقد أشار بعض العلماء، إلى الحمائية، كانت سبب لبعض الأزمات الاقتصادية، وأبرزها الكساد العظيم. ومع ذلك، وعلى الرغم من أن التحرير الاقتصادي، يمكن أن يؤدي في بعض الأحيان، إلى خسائر، ومكاسب كبيرة، وغير موزعة بشكل غير متكافئ، ويمكن أن يسبب، على المدى القصير، اضطرابًا اقتصاديًا كبيرًا للعاملين في القطاعات المنافسة للاستيراد، إلا أن التجارة الحرة، تتمتع بمزايا خفض تكاليف السلع، والخدمات، لكل من المنتجين، والمستهلكين.

## السياسات الحمائية

شعار الرابطة الوطنية البلجيكية للدفاع عن الفرنك، 1924

تم استخدام مجموعة متنوعة، من السياسات لتحقيق الأهداف الحمائية، وتشمل التالي:
- تعد التعريفات الجمركية، وحصص الاستيراد، من أكثر أنواع السياسات الحمائية شيوعًا.[13] التعريفة الجمركية، هي ضريبة مكوس مفروضة على البضائع المستوردة. تم فرض التعريفات الحديثة في الأصل، لزيادة الإيرادات الحكومية، وهي الآن مصممة في أغلب الأحيان لحماية المنتجين المحليين الذين يتنافسون مع المستوردين الأجانب.  حصة الاستيراد، هي حد لحجم السلعة التي قد يتم استيرادها بشكل قانوني، وعادة ما يتم تأسيسها من خلال نظام ترخيص الاستيراد.[13]
- حماية التقنيات، وبراءات الاختراع، والمعرفة التقنية، والعلمية.[14][15][16]
- القيود المفروضة على الاستثمار الأجنبي المباشر،[17] مثل القيود المفروضة على استحواذ المستثمرين الأجانب، على الشركات المحلية.[18]
- الحواجز الإدارية: تتهم البلدان في بعض الأحيان، باستخدام قواعدها الإدارية المختلفة (مثل سلامة الغذاء، والمعايير البيئية، والسلامة الكهربائية، إلخ) كوسيلة لإدخال الحواجز أمام الواردات.
- تشريعات مكافحة الإغراق: «إغراق تجاري» هو ممارسة الشركات التي تبيع لأسواق التصدير، بأسعار أقل مما تفرضه الأسواق المحلية. يزعم مؤيدو قوانين مكافحة الإغراق، أنهم يمنعون استيراد سلع أجنبية أرخص، من شأنها أن تتسبب في إغلاق الشركات المحلية. ومع ذلك، في الممارسة العملية، عادة ما تستخدم قوانين مكافحة الإغراق، لفرض الرسوم الجمركية على المصدرين الأجانب.
- الإعانات المباشرة: تُقدم الإعانات الحكومية (في شكل مدفوعات مقطوعة، أو قروض بفائدة منخفضة) إلى الشركات المحلية، التي لا يمكنها منافسة الواردات بشكل جيد. تهدف هذه الإعانات إلى «حماية» الوظائف المحلية، ومساعدة الشركات المحلية، على التكيف مع الأسواق العالمية.
- دعم الصادرات: غالبًا ما تستخدم الحكومات إعانات التصدير، لزيادة الصادرات. يكون لدعم الصادرات الأثر المعاكس، لتعريفات التصدير لأن المصدرين يحصلون على الدفع، وهي نسبة مئوية أو نسبة من قيمة الصادرات. تزيد إعانات التصدير من مقدار التجارة، وفي بلد ذي أسعار صرف عائمة، يكون لها تأثيرات مشابهة لإعانات الاستيراد.
- مراقبة سعر الصرف: يجوز للحكومة التدخل في سوق الصرف الأجنبي، لخفض قيمة عملتها عن طريق بيع عملتها في سوق الصرف الأجنبي. سيؤدي القيام بذلك، إلى رفع تكلفة الواردات، وخفض تكلفة الصادرات، مما يؤدي إلى تحسن في ميزانها التجاري. ومع ذلك، فإن مثل هذه السياسة فعالة فقط على المدى القصير، حيث إنها ستؤدي إلى ارتفاع التضخم في البلاد على المدى الطويل، مما يؤدي بدوره إلى رفع التكلفة الحقيقية للصادرات وتقليل السعر النسبي للواردات.
- أنظمة البراءات الدولية: هناك حجة للنظر إلى أنظمة البراءات الوطنية، باعتبارها عباءة لسياسات التجارة الحمائية على المستوى الوطني. يوجد طريقان لهذه الحجة: أحدهما عندما تشكل براءات الاختراع، التي يحتفظ بها بلد ما، جزءا من نظام ذي ميزة نسبية قابلة للاستغلال في المفاوضات التجارية ضد الآخر، والثاني حيث يمنح الالتزام بنظام عالمي للبراءات مكانة «المواطنة الصالحة» على الرغم من «الواقع» الحمائية «. يوضح بيتر دراوس، أن»الدول أدركت أن أنظمة براءات الاختراع يمكن أن تستخدم في تغطية الاستراتيجيات الحمائية. كما كانت هناك مزايا سمعة للدول التي يُنظر إليها على أنها متمسكة بأنظمة الملكية الفكرية. يمكن للمرء حضور المراجعات المختلفة لاتفاقيتي باريس وبرن والمشاركة في الحوار الأخلاقي العالمي حول الحاجة إلى حماية ثمار العمل الخرافي والعبقرية المبتكرة، مع العلم طوال الوقت أن نظام الملكية الفكرية المحلي للفرد، كان سلاحًا حمائيًا مفيدًا.[19]
- الحملات السياسية التي تدافع عن الاستهلاك المحلي (مثل حملة «اشتر الأمريكي» في الولايات المتحدة، والتي يمكن اعتبارها، ترويجًا غير قانوني للحمائية).
- الإنفاق الحكومي التفضيلي، مثل قانون الشراء الأمريكي، وهو التشريع الفيدرالي، الذي دعا حكومة الولايات المتحدة إلى تفضيل المنتجات الأمريكية الصنع في مشترياتها.

في الساحة التجارية الحديثة، تم تسمية العديد من المبادرات الأخرى إلى جانب التعريفات الحمائية. على سبيل المثال، يرى بعض المعلقين، مثل جاغديش بهاجواتي، جهود البلدان المتقدمة في فرض معايير العمل أو البيئة الخاصة بهم على أنها حمائية. أيضا، يتم فرض إجراءات تقييدية لإصدار الشهادات على الواردات في ضوء ذلك.
علاوة على ذلك، يشير آخرون إلى أن اتفاقيات التجارة الحرة تحتوي غالبًا على أحكام حمائية مثل الملكية الفكرية، وحقوق النشر، وقيود براءات الاختراع، التي تستفيد منها الشركات الكبرى. تقيد هذه الأحكام التجارة، في الموسيقى، والأفلام، والمستحضرات الصيدلانية، والبرامج، وغيرها من المواد المصنعة للمنتجين، ذوي التكلفة العالية مع تحديد حصص من المنتجين، ذوي التكلفة المنخفضة إلى الصفر.

## التأثير
هناك إجماع واسع بين الاقتصاديين، على أن الحمائية لها تأثير سلبي على النمو الاقتصادي، والرفاهية الاقتصادية، في حين أن التجارة الحرة، والحد من الحواجز التجارية، لها تأثير إيجابي على النمو الاقتصادي.
غالبًا ما ينتقد الاقتصاديون الحمائية، لإلحاق الأذى بالأشخاص الذين يقصدون المساعدة. فالاقتصاديون المهيمنون يدعمون التجارة الحرة. يوضح مبدأ الميزة النسبية، أن المكاسب الناتجة عن التجارة الحرة، تفوق أي خسائر، لأن التجارة الحرة، تخلق فرص عمل أكثر مما تدمرها، لأنها تسمح للدول بالتخصص في إنتاج السلع، والخدمات، التي تتمتع فيها بميزة نسبية.

### مستويات المعيشة
وجدت دراسة، أجريت عام 2016 أن «التجارة عادة ما تكون لصالح الفقراء»، حيث إنهم ينفقون نصيبًا أكبر من أرباحهم على السلع، بحيث تقلل التجارة الحرة من تكاليف السلع. من المهم أن نلاحظ أن هذه الدراسة، أخذت في الاعتبار فقط تأثير التجارة على تكلفة المعيشة، وتركت استكشاف آثارها على جانب العرض، وخاصة الآثار على الدخل، إلى البحوث المستقبلية. وجدت أبحاث أخرى أن انضمام الصين، إلى منظمة التجارة العالمية، أفاد المستهلكين الأمريكيين، حيث انخفض سعر السلع الصينية انخفاضًا كبيرًا. داني رودريكارجيس، خبير اقتصادي بجامعة هارفارد، يقول: على الرغم من أن العولمة، والتجارة الحرة، تسهم في المشكلات الاجتماعية، «إلا أن التراجع الخطير في الحمائية، سيضر بالعديد من المجموعات التي تستفيد من التجارة، ويؤدي إلى نفس النوع من الصراعات الاجتماعية التي تولدها العولمة نفسها». إن بناء الحواجز التجارية، لن يساعد إلا في مجموعة محدودة من الظروف، ونادرًا ما تكون السياسة التجارية هي أفضل استجابة لمشاكل العولمة.

### النمو
وفقًا للمؤرخين الاقتصاديين، فندلي، وأورورك، هناك إجماع في الأدبيات الاقتصادية، على أن السياسات الحمائية، في فترة ما بين الحربين "أضرت بالاقتصاد العالمي عمومًا، على الرغم من وجود جدل حول ما إذا كان التأثير كبيرا أم صغيرا.
جادل المؤرخ الاقتصادي، «بول بيروش» بأن الحماية الاقتصادية، كانت مرتبطة إيجابيًا، بالنمو الاقتصادي والصناعي، خلال القرن التاسع عشر. على سبيل المثال، بلغ نمو الناتج القومي الإجمالي خلال «الفترة الليبرالية» في أوروبا في منتصف القرن (حيث كانت التعريفات في أدنى مستوياتها)، وبلغ متوسطها 1.7٪ في السنة، في حين بلغ متوسط النمو الصناعي 1.8٪ في السنة. ومع ذلك، بلغ معدل نمو الناتج القومي الإجمالي خلال الحقبة الحمائية في سبعينيات وثمانينيات القرن الماضي، 2.6 في المائة في المتوسط، في حين نما الناتج الصناعي بنسبة 3.8 في المائة سنويًا، أي ضعف ما كان عليه خلال الحقبة الليبرالية المتمثلة في انخفاض التعريفات الجمركية والتجارة الحرة. كما وجدت إحدى الدراسات، أن التعريفات الجمركية المفروضة على السلع المصنعة، تزيد من النمو الاقتصادي، في البلدان النامية، ويظل تأثير النمو هذا حتى بعد إلغاء التعريفات.
وفقًا للخبراء الاقتصاديين، دارتموث، دوغلاس إيروين، "لا يمكن إنكار وجود علاقة بين الرسوم الجمركية المرتفعة والنمو في أواخر القرن التاسع عشر. لكن العلاقة ليست سببية، لا يوجد سبب للاعتقاد بالضرورة بأن حماية الواردات كانت سياسة جيدة لمجرد أن النتيجة الاقتصادية كانت جيدة: كان من الممكن أن تكون النتيجة مدفوعة بعوامل لا علاقة لها بالتعريفات، أو ربما كانت أفضل في غياب الحماية. "علاوة على ذلك، كتب إيروين أن«القليل من المراقبين، جادلوا بصراحة بأن التعريفات المرتفعة، تسببت في هذا النمو.»
وفقًا للمؤرخ الاقتصادي، في أوكسفورد كيفين أورورك، «يبدو واضحًا أن الحماية كانت مهمة لنمو الصناعات التحويلية الأمريكية في النصف الأول من القرن التاسع عشر؛ لكن هذا لا يعني بالضرورة أن التعريفة كانت مفيدة لنمو الناتج المحلي الإجمالي. غالبًا ما يشير إلى التصنيع الألماني والأمريكي خلال هذه الفترة كدليل لصالح وضعهم، لكن النمو الاقتصادي يتأثر بعدة عوامل أخرى غير السياسة التجارية، ومن المهم السيطرة عليها عند تقييم الروابط بين التعريفات والنمو».
كشفت دراسة بارزة، أجراها عام 1999 جيفري فرانكل، وديفيد هـ. رومر، على عكس ادعاءات المتشككين في التجارة الحرة، مع التحكم في العوامل ذات الصلة، أن التجارة لها بالفعل تأثير إيجابي على النمو والدخل.

### العالم النامي
هناك إجماع واسع بين الاقتصاديين، على أن التجارة الحرة تساعد العمال في البلدان النامية، رغم أنهم لا يخضعون لمعايير صارمة للعمل والصحة كما في البلدان المتقدمة. وذلك لأن «نمو الصناعات التحويلية - وعدد لا يحصى من الوظائف التي أنشأها قطاع التصدير الجديد - له تأثير تموج في جميع أنحاء الاقتصاد» الذي يخلق منافسة بين المنتجين، ويزيد الأجور وظروف المعيشة. دافع الحائزان، على جائزة نوبل، ميلتون فريدمان، وبول كروغمان، عن التجارة الحرة كنموذج للتنمية الاقتصادية. كما انتقد آلان جرينسبان، الرئيس السابق للاحتياطي الفيدرالي الأمريكي، مقترحات الحمائية باعتبارها «تؤدي إلى ضمور في قدرتنا التنافسية، إذا تم اتباع المسار الحمائي، فلن يكون للصناعات الأحدث والأكثر كفاءة مساحة للتوسع والإنتاج الكلي، وأن الرفاهية الاقتصادية ستعاني».
يفترض الحمائيون، أن الصناعات الجديدة قد تتطلب الحماية من المنافسة الأجنبية الثابتة من أجل التنمية. كانت هذه حجة ألكساندر هاملتون، في «تقرير المصنوعات»، وهو السبب الرئيسي لتوقيع جورج واشنطن، على قانون التعريفة الجمركية لعام 1789. يعترف الاقتصاديون المهيمنون، بأن التعريفات، يمكن أن تساعد الصناعات المحلية على المدى القصير على التطور، لكنهم يعتمدون على الطبيعة القصيرة الأجل للضمانات، وقدرة الحكومة على اختيار الفائزين. تكمن المشكلات، في أن التعريفات الوقائية، لن يتم تخفيضها بعد وصول الصناعة الناشئة إلى موطئ قدم لها، وأن الحكومات لن تختار الصناعات التي من المحتمل أن تنجح. حدد الاقتصاديون عددًا من الحالات في مختلف البلدان والصناعات، التي فشلت فيها محاولات إيواء الصناعات الناشئة.
تكهن اقتصاديون، مثل بول كروغمان، بأن أولئك الذين يدعمون ظاهريًا الحمائية، لتعزيز مصالح العمال في أقل البلدان نموًا، ليسوا في الواقع ملتزمين، ويسعون فقط إلى حماية الوظائف في البلدان المتقدمة. بالإضافة إلى ذلك، لا يقبل العمال في أقل البلدان نمواً، وظائف إلا إذا كانت الأفضل في العرض، حيث يجب أن تكون جميع عمليات التبادل مفيدة للجانبين، وإلا فلن يدخلوا بحرية. إن قبولهم للوظائف منخفضة الأجر من الشركات في البلدان المتقدمة، يشير إلى أن فرص العمل الأخرى لديهم أسوأ. تحدد الرسالة التي أعيد نشرها في عدد مايو 2010، من مجلة آيكون جورنال، شعورًا مشابهًا للحمائية التي اتخذها 16 خبيرًا اقتصاديا بريطانيا، في بداية القرن العشرين.

## اتجاهات العالم الحالية
منذ نهاية الحرب العالمية الثانية، كانت السياسة المعلنة، لمعظم دول العالم الأول، هي القضاء على الحمائية، من خلال سياسات التجارة الحرة التي تنفذها المعاهدات والمنظمات الدولية. مثل منظمة التجارة العالمية. انتُقدت بعض سياسات حكومات العالم الأول. كحماية، مثل السياسة الزراعية المشتركة في الاتحاد الأوروبي، والإعانات الزراعية طويلة الأمد، وأحكام «الشراء الأمريكي» في حزم الانتعاش الاقتصادي في الولايات المتحدة.
تعهد قادة مجموعة العشرين، في اجتماع في لندن في 2 أبريل 2009 «لن نكرر الأخطاء التاريخية للحمائية في العصور السابقة». تتم مراقبة الالتزام بهذا التعهد من خلال تنبيه التجارة العالمي،  الذي يوفر معلومات محدثة، وتعليقات مستنيرة للمساعدة في ضمان الوفاء، بتعهد G20 من خلال الحفاظ على الثقة في النظام التجاري العالمي، وردع أفعال الجار المتسول، والحفاظ على المساهمة التي يمكن أن تلعبها الصادرات، في الانتعاش المستقبلي للاقتصاد العالمي.